# Argiovito
Argiovito, mencionado también como Argiovitro, Arbricio, o Árbitro, fue obispo de Oporto a finales del siglo VI.
Fue nombrado obispo arriano de Oporto en el año 585, cuando el rey visigodo Leovigildo conquistó el reino suevo y decretó el destierro para todos los obispos católicos que no aceptaran la conversión al arrianismo, nombrando en su lugar prelados arrianos; 
el obispo Constancio, que lo era de la sede católica antes de esta fecha, se negó a abandonar la diócesis, y ambos convivieron, cada uno en su religión; la persecución hacia los católicos cesó al año siguiente con la muerte de Leovigildo y su sucesión por Recaredo, recién convertido al catolicismo.
Argiovito fue uno de los obispos que abjuraron del arrianismo en el III Concilio de Toledo celebrado en el año 589, abrazando el catolicismo. Es posible que al igual que a otros conversos en la misma situación se le respetara la dignidad episcopal, aunque la jurisdicción recayera en el obispo legítimo Constancio, y que sucediera a este tras su muerte, o puede que abandonase el estado eclesiástico.
Algunos autores sospechan que este Argiovito fue la misma persona que con el nombre de Argeverto o Argevato confirmó en Toledo el decreto de Gundemaro del año 610, en el que el rey concedía a la diócesis toledana la primacía sobre todas las demás del reino. Otros los mencionan como dos personajes distintos.